# Esperanza Pérez Labrador

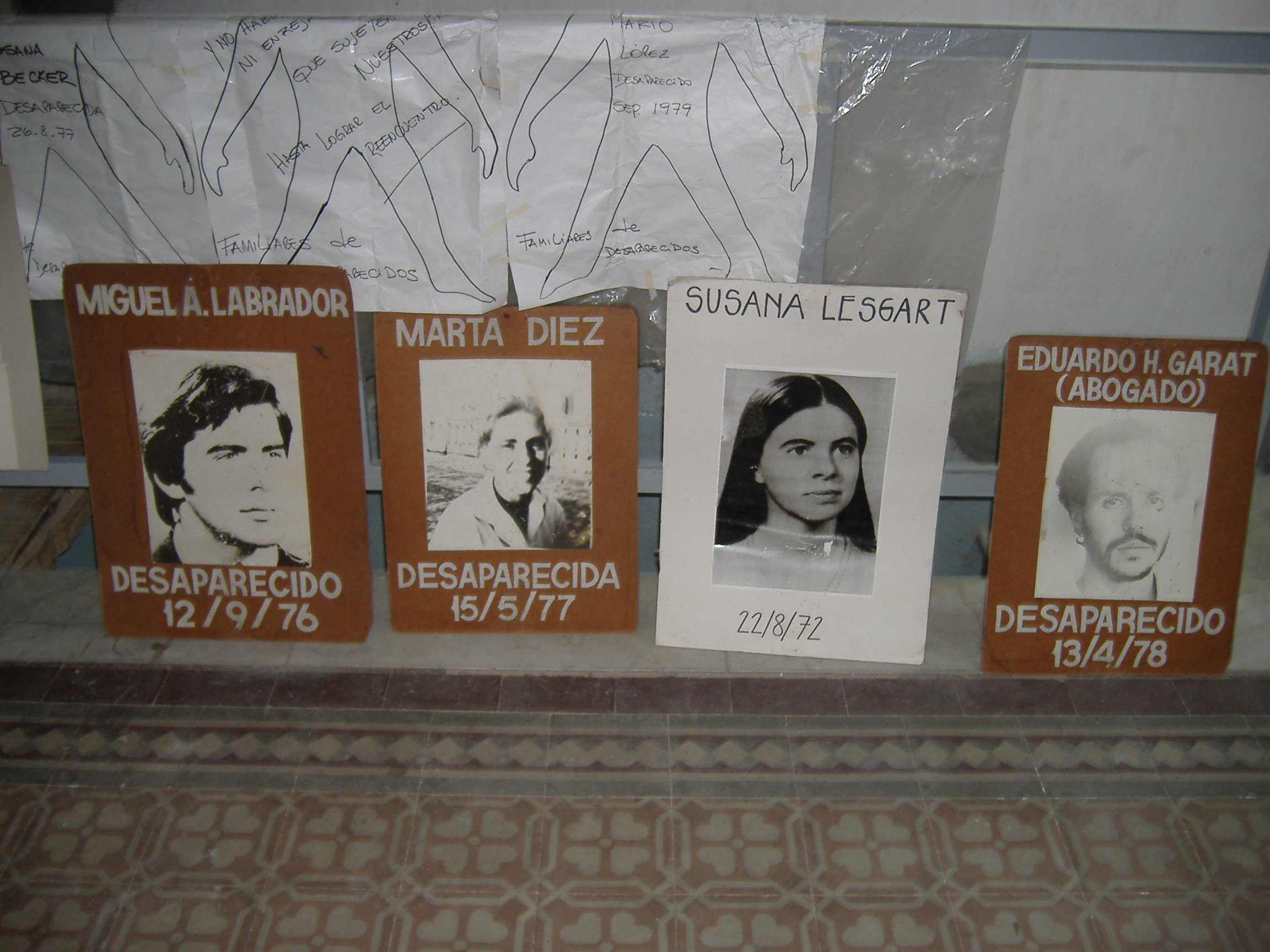
Cartel de desaparecidos de Rosario, con Miguel A. Labrador

Esperanza Catalina Pérez de Labrador (Camagüey, Cuba, 1922 - Madrid, España, 13 de noviembre de 2011) fue una militante argentina por los derechos humanos, integrante de la Asociación Madres de Plaza de Mayo  y Madres de la Plaza 25 de Mayo de Rosario con su familia diezmada por el terrorismo de Estado desatado en Argentina tras el golpe militar de 1976.  Falleció a los 89 años de edad la noche del 13 de noviembre de 2011 en el Hospital Puerta de Hierro de Madrid (España), ciudad donde residía.

## Vida
A su primera madre, Esperanza, española, no llegó a conocerla, ya que murió por complicaciones en el parto tras una paliza de su marido, Manuel. La segunda, Catuca, era una cubana esposa de José Mestril, el hombre al que Manuel paró a la puerta del hospital de Camagüey para regalársela porque se volvía a España. A la tercera, María Antonia, la conoció siete años después, cuando Manuel, que jamás se había interesado por ella, regresó a Cuba para llevársela dejando desolados a los Mestril.
Se casó con Víctor Labrador, un español nacido en Béjar del que se enamoró por cartas que le escribía desde el frente de Madrid. Al terminar la Guerra Civil, decidieron emigrar y como estaba prohibido ir a Cuba, tuvieron que ir a Argentina, desplazándose desde San Esteban de la Sierra (Salamanca) a la ciudad de Rosario (Argentina), donde desarrollaron un negocio familiar de industria de calzado.

## El ataque a su familia
El día 10 de octubre, y en cumplimiento de las órdenes del entonces Comandante en Jefe del Segundo Cuerpo del Ejército con sede en la ciudad de Rosario General Leopoldo Fortunato Galtieri, un grupo de tareas compuesto por 20 hombres armados y encapuchados militares y funcionarios de policía a cuyo frente estaba José Rubén Lofiego «El Ciego» irrumpen en el domicilio y tras informarles que han dado muerte a otro de su hijos Palmiro Labrador Pérez (Español de 28 años, n. como su madre en San Esteban de la Sierra) y a su esposa Edith Graciela Koatz (25 años) -ambos militantes de Montoneros-, los golpean y roban diferentes enseres de la vivienda y múltiples calzados y artículos de cuero de la fábrica. Luego de este allanamiento atacan la casa de la hija de Esperanza, María Manuela, donde torturan a Víctor Labrador, y, a su marido, Oscar Rubén Rivero, al que incluso atan a una silla, y tras torturarlo, consiguen que firme varios cheques con fechas de vencimiento postdatadas, la primera el 17 de noviembre de 1976 y por importe de sesenta millones de pesos que son cobrados. Asimismo les desvalijan toda la casa.
Días antes, su nieto Miguel Ángel Labrador Pérez (n. en Rosario, de 25 años) había sido secuestrado y continúa desde entonces desaparecido. A Palmiro y Edith los mataron poco después en una simulación de enfrentamiento en la que también asesinan a Víctor.
Cuando el general Galtieri, tras varias noches en vela ante el edificio del Ejército, le concedió audiencia a Esperanza, les dijo que la muerte de su marido había sido "un lamentable error" y que a su hijo y su nuera los mataron "por montoneros". Esperanza le contestó "Pues ¡vivan los montoneros si todos son como mis hijos!" y según su testimonio, agarró a Galtieri de la pechera, lo miró a los ojos y le chilló: "¡asesino!". Esas acciones de Labrador, lograron en 1996, le solicitare el juez español Baltasar Garzón para abrir una causa penal contra los perpetradores del terrorismo de Estado de la dictadura argentina entre 1976 y 1983.

## Libro
Jesús M. Santos llevó la vida de Esperanza a un libro titulado "Esperanza" (Editorial Roca, 2011).